# Sidney Painter
Sidney Painter (1902 – 1960) foi um historiador medievalista norte-americano do século XX da Universidade Johns Hopkins.

## Obras
- William Marshal: Knight-Errant, Baron, and Regent of England
- A History of the Middle Ages: 284-1500. Mais tarde publicado como Western Europe in the Middle Ages 300-1475 co-autoria com Brian Tierney.
- French Chivalry: Chivalric Ideas and Practices in Mediaeval France
- Feudalism and Liberty: Articles and Addresses
- The Scourge of the Clergy: Peter of Dreux, Duke of Brittany
- The Reign of King John
- Mediaeval Society
- The Rise of the Feudal Monarchies